# Investidura de Donald Trump de 2017
La investidura de Donald Trump com a 45è President dels Estats Units va marcar l'inici del període de quatre anys de Donald Trump com a President i de Mike Pence com a Vicepresident. Es va dur a terme una cerimònia pública el divendres 20 de gener de 2017 a la Façana Oest de l'edifici del Capitoli dels Estats Units a Washington, D.C.
La temàtica de la investidura és "Uniquely American" (Singularment Americà), una frase que defineix la cerimònia d'investidura com "una expressió singularment Americana del nostre sistema Constitucional". El tema també accentua la transició pacífica de poder, i que els americans estan "units en una duradora república". La cerimònia d'investidura va ser a Washington, D.C., el 20 de gener de 2017, va incloure concerts, el jurament cerimonial, una desfilada, i una oració per la investidura interreligiosa. El jurament presidencial va ser administrat a Trump pel Cap de la Justícia dels Estats Units John Roberts, i el jurament vicepresidencial va ser administrat a Pence pel Jutge Associat Clarence Thomas. Trump va jurar sobre la Bíblia de Lincoln, la mateixa utilitzada a la investidura de Barack Obama, i sobre la Bíblia personal de la seva infància.

## Planificació
La inauguració va ser planejada principalment per dos comitès: el Comitè Conjunt de Juntes per a les Cerimònies Inaugurals i el Comitè de la Inauguració Presidencial 2017. Tot i que l'elecció va ser planificada per al 8 de novembre de 2016, el Comitè Conjunt de Juntes va començar a preparar la inauguració el 21 de setembre de 2016.